# Dunkelsteinerwald
Der Dunkelsteinerwald, Schreibung auch Dunkelsteiner Wald, ist ein Höhenzug südlich der Wachau im Mostviertel, Niederösterreich.

## Lage und Landschaft
Der Dunkelsteinerwald begleitet die Donau im Abschnitt Melk bis Mautern. Sein nordöstliches Ende liegt rechts der Donau südlich von Krems. Von dort zieht er sich in einem leichten Bogen über knapp 20 km nach Südsüdwest.
Das Massiv ist ein „Ausläufer“ des Waldviertels, des bergigen Teils Niederösterreichs nördlich der Donau. Aus geologischer Sicht gehört er damit zum Granit- und Gneisplateau, dem in Österreich liegenden Teil der Böhmischen Masse, von der er oberirdisch durch ein Durchbruchstal der Donau, die Wachau, getrennt ist. Der Dunkelsteinerwald ist überwiegend aus dem hochgradig metamorphen Gestein Granulit aufgebaut. Nur im Süden des Höhenzuges treten andere Metamorphite auf, u. a. verschiedene Gneise sowie Glimmerschiefer und Amphibolit. So verdankt der namensgebende Berg des Dunkelsteinerwaldes, der Dunkelstein (625 m ü. A.), seinen Namen der dunklen Tönung von Amphibolit.

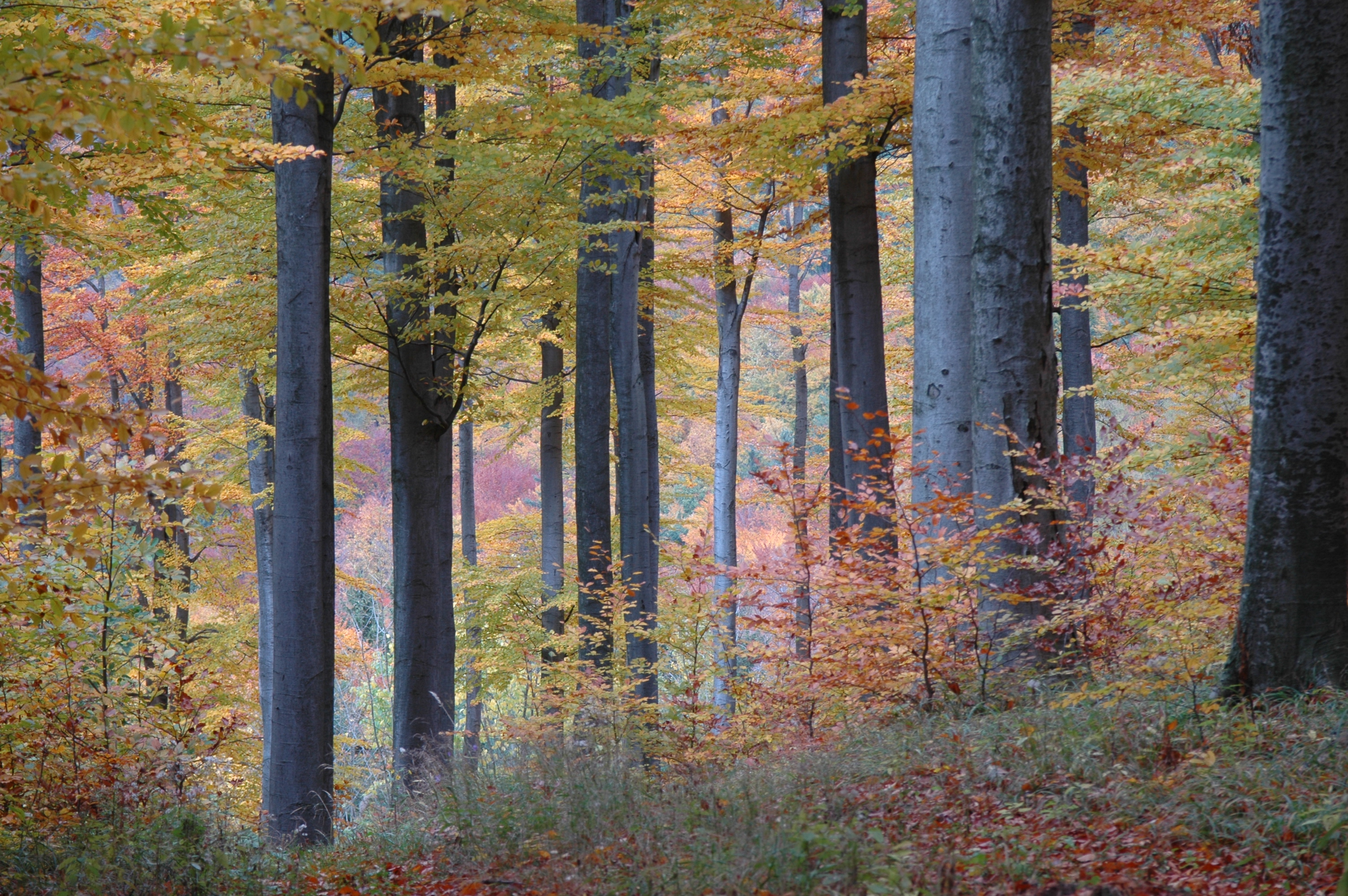
Herbstlich eingefärbte Buchen im Dunkelsteinerwald

Die Landschaft erreicht Höhen bis über 700 m ü. A. und ist von Forst- und Landwirtschaft geprägt. Das Klima ist deutlich rauer als in der angrenzenden Wachau. Gewerbe und Industrie sind nur in geringem Umfang vorhanden. Viele Bewohner des Dunkelsteinerwaldes müssen daher zur Arbeit in die nahen Bezirksstädte Krems und Melk oder in die Landeshauptstadt St. Pölten pendeln.

## Initiativen
Im Dezember 2008 wurde die Energiegruppe Hafnerbach gegründet. Die Energiegruppe hat es sich zum Ziel gesetzt, in der Gemeinde Hafnerbach eine vernetzte Energieautarkie zu erreichen. In diesem Modell gibt es nach wie vor Stoff- und Energieströme in die und aus der Gemeinde, die Summe der nachhaltig erzeugten Energie muss jedoch den Gesamtverbrauch übertreffen.
Im Frühjahr 2009 wurde ein Windpark auf Hafnerbacher Gemeindegebiet im Gebiet um den Dunkelstein thematisiert. Das Personenkomitee Komitee zum Schutz des Dunkelsteinerwaldes aus der Nachbargemeinde Neidling hat sich mehrfach gegen die geplanten Windkraftwerke aus ökologischen, regionalimagemäßigen und landschaftlichen Überlegungen ausgesprochen.